# Richard De Smet
Richard De Smet (Montignies-sur-Sambre, 16 aprile 1916 – Bruxelles, 2 marzo 1997) è stato un presbitero, missionario e orientalista belga, specializzato in indologia e in particolare nello studio del filosofo Śaṅkara.

## Biografia
Nato a Montignies-sur-Sambre, vicino a Charleroi, in Belgio, nel 1946 giunse in India come giovane gesuita studente di teologia. Al termine degli studi teologici, apprese il sanscrito a Calcutta avendo come maestri Georges Dandoy, Pierre Fallon e Robert Antoine, tutti membri della cosiddetta "Scuola di Calcutta" degli indologi gesuiti.
Provocato da un intervento del dottor S. Radhakrishnan a una riunione del Congresso filosofico indiano a Calcutta nel 1950, in cui questi sosteneva che Sankara era un filosofo puramente razionale, De Smet decise di dimostrare che era invece un srutivadin, un teologo che subordinava la ragione alle scritture rivelate (apauruṣeyā). Nel 1953 De Smet conseguì il dottorato alla Pontificia Università Gregoriana di Roma con la dissertazione intitolata The Theological Method of Samkara (Il metodo teologico di Samkara). Sebbene non avesse mai pubblicato tale volume, essa divenne famosa tra gli indologi e ne esistono centinaia di copie in circolazione.
Tornato in India nel marzo del 1954, De Smet iniziò a insegnare presso il centro di studi filosofici dei gesuiti, appena inaugurato, al De Nobili College di Pune. All'inizio gli vennero assegnati i corsi tradizionali dei seminari cattolici (che insegnava in latino): Introduzione alla filosofia + Logica minore; Metafisica generale: Teologia razionale (che sottotitolò Brahma Jijnasa), Questioni particolari di metafisica. Introdusse anche un corso sul Samkhya e iniziò a inserire "dosi massicce di filosofia indiana" nei corsi tradizionali. Nel 1968 fu in grado di aprire una sezione speciale di studi indiani nel suo istituto, ormai ribattezzato Jnana-Deepa Vidyapeeth (JDV). Lì trascorse il resto della sua vita, inizialmente insegnando le materie tradizionali di ogni seminario cattolico, poi introducendo gradualmente elementi di filosofia indiana e, in particolare, un corso di Sâmkhya. Negli anni dal 1968 al 75 realizzò le Guidelines in Indian philosophy (Orientamenti di filosofia indiana), appunti ciclostilati per gli studenti a partire dal periodo vedico dell'India antica fino a Sankara.
Nel frattempo, fin dal 1954 De Smet iniziò a partecipare a vari incontri di indologi e filosofi indiani: il Congresso filosofico indiano, l'Associazione filosofica di Poona, l'Unione filosofica di Bombay, la neonata Associazione filosofica indiana. Dopo un'accoglienza inizialmente sospetta (un certo dottor Chubb lo accusò di eccessivo zelo missionario durante la sessione di Kandy del Congresso filosofico indiano del 1954), la sua competenza e la sua disinvoltura ebbero la meglio e ben presto si ritrovò ad essere invitato a tenere conferenze o corsi presso università e college di tutto il Paese. Gli fu anche chiesto di collaborare al progetto dell'Enciclopedia Marathi della Filosofia (Marathi Tattvajnana Mahakosa) a Pune, di cui divenne il collaboratore più prolifico con un totale di 68 voci. Oltre a questi, scrisse circa 128 voci per il Verbo: Enciclopedia Luso-Brasileira de Cultura, di cui circa 47 si trovano ancora nell'ultima edizione, e 2 voci per la Telugu Encyclopedia.
De Smet si impegnò a dialogare non solo con accademici e studiosi, ma anche con religiosi. Era spesso invitato all'Ashram Sivananda di Rishikesh, dove teneva conferenze su Sankara e altri argomenti, ma anche, su richiesta, su Gesù e il cristianesimo. Visitò le missioni di Ramakrishna in varie parti del Paese e anche l'Ashram di Aurobindo a Pondicherry. Ebbe contatti con il movimento Caitanya Vaisnava a Vrindavan. Invitato dai Sikh alle celebrazioni per il quattrocentesimo anniversario del loro fondatore, parlò di Guru Nanak e di Gesù Cristo. Pur non essendo un esperto di islam, si trovò ad essere invitato anche dai musulmani della Jamia Millia University di Delhi. Si rivolse spesso ai giainisti di Pune e scrisse per il loro periodico The Voice of Ahinsa. Partecipò agli incontri pro-dialogo organizzati da Swami Abhishiktananda (il monaco benedettino francese Dom Henri Le Saux) sotto il patrocinio dell'ambasciatore svizzero J.-A. Cuttat. Fu invitato a tenere conferenze sull'induismo presso il Kurisumala Ashram fondato da Francis Acharya (P. Francis Mahieu) a Vagamon, nel Kerala. Si impegnò volentieri anche con i cristiani di altre denominazioni, insegnando nelle loro università e seminari, partecipando alle loro conferenze, incontri e persino tenendo ritiri per il personale e gli studenti, molto prima che la parola ecumenismo diventasse popolare nella Chiesa cattolica.
Richard De Smet morì a Bruxelles il 2 marzo 1997. Julius J. Lipner, professore a Cambridge, allievo e amico di De Smet, lo definì disse di lui:
Bradley J. Malkovsky affermò:

## Pensiero
De Smet fu ricordato per due importanti contributi all'indologia. Il primo è la sua nuova interpretazione di Sankara come realista non dualista piuttosto che come filosofo dell'illusione che nega la realtà del mondo. Questa interpretazione si basava sulla sua scoperta, o piuttosto sul rafforzamento della scoperta di Olivier Lacombe, del fatto che Sankara usava la predicazione analogica nell'esporre il significato delle mahāvākyas  (grandi frasi) delle Upanisad come Tat-tvam-asi e Satyam Jnanam Anantam Brahma. Il mondo non è né atyanta Sat come Brahman, né atyanta Asat come il figlio di una donna sterile. È invece una realtà completamente e ontologicamente dipendente da Brahman. Una volta depurata la nozione di creazione dall'antropomorfismo, è possibile parlare di Brahman come creatore e causa del mondo, senza pregiudicare la sua unicità, immutabilità, perfezione e libertà. 
La seconda è stata la sua dimostrazione che, dato il significato originario della parola "persona", coniato dai teologi cristiani per parlare proprio dei misteri divini della Trinità e dell'Trinità, il Brahman supremo (Nirguna Brahman), lungi dall'essere impersonale, è effettivamente personale nel senso più alto e supremo del termine.
Il principale contributo di De Smet all'Indologia è la sua nuova interpretazione del filosofo vedanta Shankara. Quando Shankara dice che il reale è Uno, questo deve essere inteso come "un'unica causa originale". Nient'altro può essere chiamato "Essere" nello stesso senso. Quando si dice che Brahma è nirguṇa ("senza forma") non significa che sia impersonale, ma piuttosto che è "Personalità assoluta". Né il "Māya" può essere interpretato come una riduzione della persona umana e della creazione a una mera illusione. Queste prospettive aprono la porta a un ricco dialogo teologico tra Shankara e il cristianesimo.

## Scritti
All'inizio della sua carriera, De Smet scelse di soddisfare le richieste derivanti dalla sua attività dialogica all'interno dell'India piuttosto che pubblicare ricerche indologiche. Decise anche di privilegiare le richieste di indù, giainisti, sikh, musulmani, ecc. rispetto a quelle dei cristiani. Di conseguenza, la maggior parte della sua produzione consisteva in pezzi occasionali in un'ampia varietà di pubblicazioni indiane relativamente inaccessibili. Questo fece sì che non fosse quasi mai conosciuto al di fuori dell'India. Anche in questa nazione, la natura dispersiva dei suoi scritti ha fatto sì che fosse largamente ignorato nei circoli teologici cristiani.
Eccellente insegnante, molto apprezzato dai suoi studenti, De Smet preferì - scelta esplicitamente fatta all'inizio della sua carriera - scrivere articoli in risposta a richieste e domande specifiche di indù, giainisti, sikh, musulmani e non cristiani in generale, piuttosto che produrre alcuni grandi capolavori. La sua bibliografia ufficiale comprende 222 articoli e solo pochi libri.
Tra i suoi pochi libri si ricordano:
- Philosophical Activity in Pakistan. Pakistan Philosophical Congress Series. Lahore, 1961.
- Hinduismus und Christentum (ed. and contributor). Vienna: Herder, 1962.
- Religious Hinduism (ed., with J. Neuner, and contributor). Allahabad: St. Paul Publications, 1964, 1968, 1997.
- La quête de l’Éternel; approches chrétiennes de l’hindouisme, Museum Lessianum, Section missiologique, no. 48. Paris: Desclee de Brouwer, 1967.
- Brahman and Person: Essays by Richard De Smet. Ed. Ivo Coelho. Delhi: Motilal Banarsidass, 2010.
- Understanding Sankara: Essays by Richard De Smet. Ed. Ivo Coelho. Delhi: Motilal Banarsidass, 2013.

Tra i suoi numerosi articoli si ricordano:
- "Indiens Beitrag zur allgemeine Metaphysik". [Indian Contribution to General Metaphysics.] Kairos (Salzburg) 3/4 (1961) 161–182.
- "Patterns and Theories of Causality". Philosophy Today 9/2-4 (1965) 134–146.
- "Some Governing Principles in Indian Philosophy.” Philosophy Today 9/3-4 (1965) 192–199.
- "Māyā or Ajñāna?” Indian Philosophical Annual 2 (1966) 220–225.
- "Zum indischen Menschenbild". [Concerning the Indian View of Man.] Kairos (Salzburg) 8/3-4 (1966) 197–202.
- "The Indian Renaissance: Hindu Philosophy in English". International Philosophical Quarterly 8/1 (1968) 5–37.
- "Śaṅkara and Aquinas on Liberation (Mukti).” Indian Philosophical Annual 5 (University of Madras) (1969) 239–247.
- "The Law of Karma: A Critical Examination". Indian Ecclesiastical Studies 8/3 (1969) 181–187.
- "Śaṅkara and Aquinas on Creation". Indian Philosophical Annual 6 (1970) 112–118.
- "The Indian Understanding of Man". Indian Ecclesiastical Studies 10/3 (1971) 169–178.
- "Is the Concept of 'Person' Suitable in Vedanta?” Indian Ecclesiastical Studies 12/3 (1973) 155–162.
- "Advaitavada and Christianity". Bulletin of the Secretariate for Non-Christians 23–24 (1973) 143–146.
- "Suggestions for an Indian Dialogical Theology". Bangalore Theological Forum 5/1 (1973) 74–80.
- "Towards an Indian View of the Person". Contemporary Indian Philosophy. Series II. Muirhead Library of Philosophy. Ed. M. Chatterjee. London: Allen and Unwin, 1974. 51–75.
- "Pathways for Evangelization in India". Lumen Vitae 29/3 (1974) 403–417.
- "The Open Person and the Closed Individual". Journal of the Philosophical Association 15/47 (1974).
- "The Status of the Scriptures in the 'Holy History' of India". Research Seminar on Non-Biblical Scriptures. Ed. D.S. Amalorpavadass. Bangalore: NBCLC, 1974. 280–299.
- "A Copernican Reversal: The Gītākāra’s Reformulation of Karma". Philosophy East and West 27/1 (1977) 53–63.
- A Short History of the Person. Abstracts from Indian Philosophical Quarterly 4/1 (Oct. 1976), 4/2 (Apr. 1977) and 2/4 (July 1975). Poona: University of Poona, 1977.
- "The Philosophers' Transition from Atheism to Theism from the Fourth to the Eleventh Century A.D". Challenges of Societies in Transition. Ed. M. Barnabas, P.S. Jacob and S.K. Hulbe. New Delhi: Macmillan, 1978. 310–338.
- "Origin: Creation and Emanation". Indian Theological Studies 15/3 (1978) 266–279.
- "The Indian Ascertainment of the Godhead (from the Vedas to Udayanācārya).” Indica 16/1 (1979) 59–73.
- "The Integrative Doctrine of God in the Bhagavad-Gītā". Prayer and Contemplation. Ed. C.M. Vadakkekara. Bangalore: Asian Trading Corporation, 1980. 139–158.
- "Forward Steps in Śaṅkara Research". (Pratap Seth Endowment Lecture on Śaṅkara Vedānta: Indian Philosophical Congress, 62nd session, 6–9 June 1987, University of Kashmir, Srinagar.) Darshana International (Moradabad, India) 26/3 (1987) 33–46.
- "Dynamics of Hinduism and Hindu-Christian Dialogue". Communio: International Catholic Review 15 (Winter 1988) 436–450.
- "Radhakrishnan’s Interpretation of Śaṅkara". Radhakrishnan Centenary Volume. Ed. G. Parthasarathi and D.P. Chattopadhyaya. Delhi: Oxford University Press, 1989. 53–70.
- "Radhakrishnan’s Second Presentation of Śaṅkara’s Teaching". Prajña: Kashi Hindu Vishvavidyalaya Patrika (Special issue for S.R.'s Centenary smṛti) 34 (1989) 83–96.